# Баррон, Дэвид
Дэвид Баррон (род. 21 февраля 1954, Ипсден, Оксфордшир) — британский продюсер. Наиболее широкую популярность получил благодаря продюсированию фильмов о Гарри Поттере.

## Биография

### Карьера
Дэвид Баррон является продюсером фильмов «Гарри Поттер и Дары Смерти: Часть 1» и «Гарри Поттер и Дары Смерти: Часть 2». Ранее он работал в качестве продюсера кинофильмов «Гарри Поттер и Принц-полукровка» и «Гарри Поттер и Орден Феникса». Он также был исполнительным продюсером двух фильмов серии о Гарри Поттере «Гарри Поттер и тайная комната» и «Гарри Поттер и кубок огня». Баррон работал в индустрии развлечений более чем 25 лет, начиная свою карьеру в рекламных роликах, прежде чем перейти к теле и кинопроизводству. В дополнение к своей работе продюсера, он занимал различные должности, в том числе расположение менеджера, помощника директора, менеджера по производству руководителя, работающего на таких фильмах, как «Женщина французского лейтенанта», «The Killing Fields», «Революция», «Legend», «Princess Bride» и «Франко Дзеффирелли с Гамлетом».
В 1991 году Баррон был назначен исполнительною властью, в области производства Джорджа Лукаса, амбициозного телевизионного проекта «Приключения молодого Индианы Джонса». В 1993 году Баррон присоединился к Кеннет Брана с производственной командой в качестве ассоциированного продюсера и менеджера фильма «Франкенштейн Мэри Шелли». Весной 1999 года он сформировал свою собственную компанию, инфекционных фильмов с британским режиссёром Полом Вейланд.

## Фильмография
- Тарзан. Легенда (2016) — продюсер
- Гарри Поттер и Дары Смерти: Часть 2 (2011) — продюсер
- Гарри Поттер и Дары Смерти: Часть 1 (2010) — продюсер
- Гарри Поттер и Принц-полукровка (2009) — продюсер
- Гарри Поттер и орден Феникса (2007) — продюсер
- Гарри Поттер и кубок огня (2005) — исполнительный продюсер
- Сахара (2005) — сопродюсер
- Гарри Поттер и тайная комната (2002) — исполнительный продюсер
- Владение (2002) — исполнительный продюсер
- Это был несчастный случай (2000) — исполнительный продюсер
- Любовные подвиги (2000) — продюсер
- Гамлет (1996) — продюсер
- Зимняя сказка (1996) — продюсер
- The Muppet Christmas Carol (1992) — линейный продюсер
- Принцесса-невеста (1987) — директор по производству
- Легенда (1986)
- The Killing Fields (1984) — 2-й помощник директора
- Женщина французского лейтенанта (1981)
- Мэри Шелли Франкенштейн — продюсер, руководитель группы производства
- Гамлет (сокращенная версия) — продюсер
- Гамлет (1990) — руководитель производства